# Joseph Gabriel von Stengel

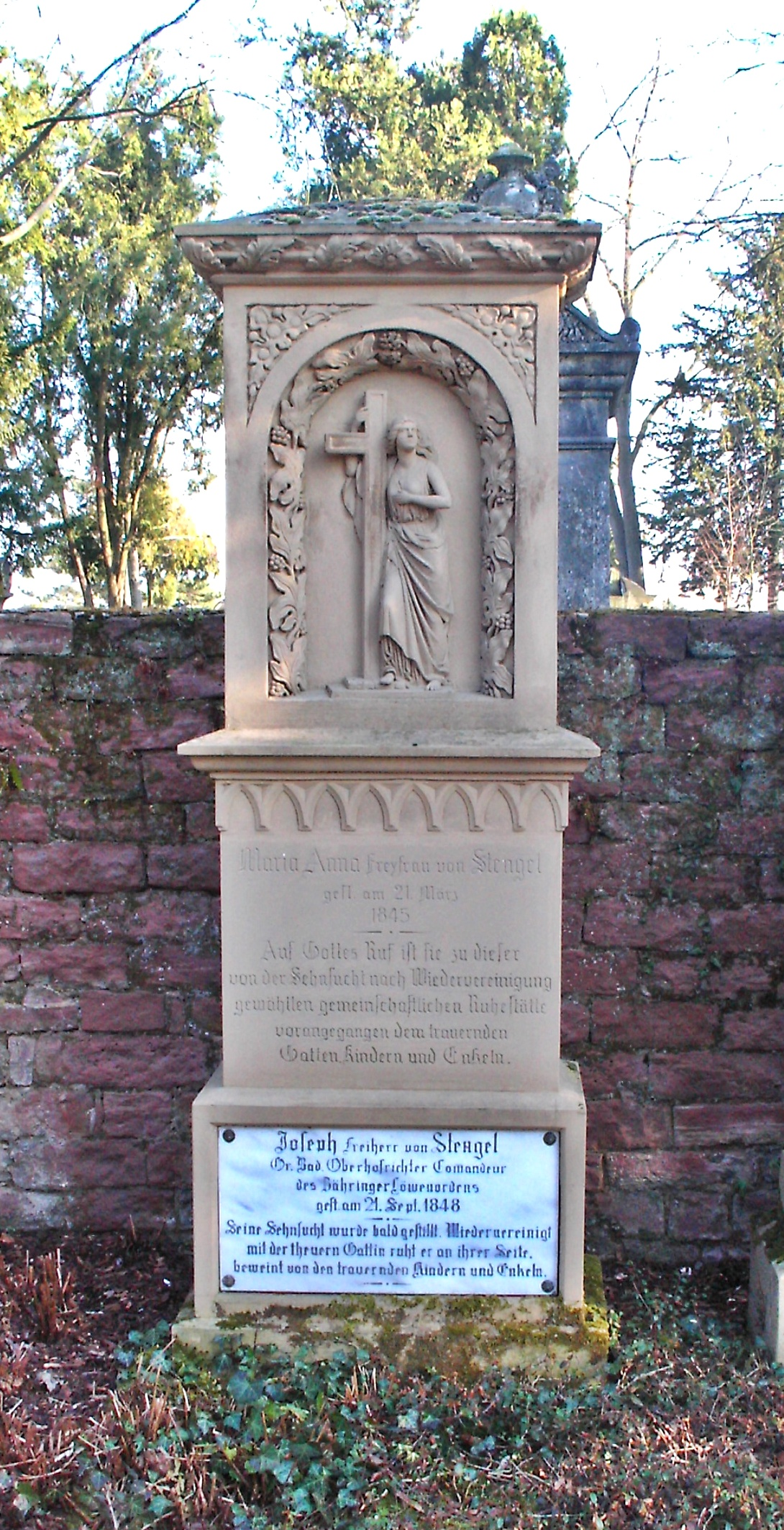
Grabstein, Hauptfriedhof Mannheim

Joseph Gabriel Freiherr von Stengel (* 10. Februar 1771 in Mannheim; † 21. September 1848 ebenda) war ein hoher badischer Jurist und Verwaltungsbeamter.

## Leben und Wirken
Joseph Gabriel von Stengel entstammte der freiherrlichen Linie der Herren von Stengel. Er war der Sohn des kurpfälzischen Kanzleidirektors und Staatsrats Johann Georg Freiherr von Stengel (1721–1798) sowie dessen Gattin Maria Christine Edle von Hauer (1734–1796) und der jüngere Bruder des bayerischen Staatsrates und Kunstmäzens Stephan von Stengel (1750–1822).
Stengel studierte Jura, wurde kurpfalz-bayerischer Landeskommissariatsrat und trat infolge des Übergangs der rechtsrheinischen Kurpfalz an Baden in dessen Staatsdienst ein. 1806 erfolgte die Ernennung zum badischen Regierungsrat in Mannheim, 1810 zum Kreisrat und schließlich 1814 zum Direktor des Neckarkreises (Sitz Mannheim). In dieser Funktion nahm er am 12. Februar 1819 den feierlichen Treueeid der Mannheimer Beamtenschaft auf den neuen Großherzog Ludwig I. entgegen. Ab März 1819 wirkte Joseph Gabriel von Stengel als Richter am höchsten Gericht des Großherzogtums Baden, dem Oberhofgericht in Mannheim, aus dem später unter Herabstufung seiner Bedeutung das Oberlandesgericht Karlsruhe hervorging. Seit 1836 hatte er dort den Rang eines Oberhofrichters und Geheimen Rates 1. Klasse.
Sein älterer Bruder Ernst Joseph von Stengel amtierte als Kanzler des Badischen Oberhofgerichtes, nach ihm dessen Sohn Franz von Stengel (1803–1870), der Neffe Joseph Gabriels.
Joseph Gabriel von Stengel war verheiratet mit Anna von Wuest († 1845). Aus der Ehe gingen drei Söhne hervor:
- Leopold (1804–1881), Regierungsrat bei der Regierung des Unterrheinkreises in Mannheim ⚭ Caroline von Quadt (1814–1869)
- Gustav, badischer Kammerherr und Bezirksförster in Wiesloch
- Franz, Oberamtmann in Wertheim ⚭ Auguste von Schenk

Joseph Gabriel von Stengel und seine Gattin sind auf dem Hauptfriedhof Mannheim begraben, wo sich ihr qualitätsvolles Grabmal mit Relief erhalten hat. Daneben befindet sich der Grabstein des Sohnes Leopold von Stengel und Familie.
Der Oberhofrichter war seit 1830 Komtur des Ordens vom Zähringer Löwen. 1832 veröffentlichte er eine Schrift gegen das Duellieren an deutschen Universitäten, mit dem Titel: Über die Duelle auf deutschen Universitäten in besonderer Beziehung auf das Großherzogtum Baden.